# Amy e lo Yeti
Amy e lo Yeti (To Catch a Yeti) è un film per la televisione del 1995 diretto da Bob Keen. È una storia di ambientazione fantascientifica.

## Trama
Dopo la cattura uno Yeti riesce a fuggire, trovandosi vicino a Manhattan, inseguito da un cacciatore, incontra una bambina che stringe subito amicizia con l'essere. Lo aiuterà a salvarsi dalla cattura, riportandolo libero come era un tempo.